# Kopstukken (dorp)
Kopstukken is een dorp in de nabijheid van Mussel in het uiterste oosten van de gemeente Stadskanaal in de provincie Groningen (Nederland). Het is een langgerekt streekdorp met lintbebouwing. De naam Kopstukken verwijst naar de 'kop' van het land, waar de ploeg keert. Deze benaming werd voor het eerst gebruikt als veldnaam in 1822.
Het dorp ontstond in de negentiende eeuw. De eerste woningen verrezen hier in 1848. Het veengebied van de verdeelde marke van Onstwedde werd hier toen net als op veel andere plekken in ontginning gebracht, wat veel nieuwe bewoners aantrok. In Kopstukken vestigden zich met name uit Duitsland afkomstige arbeiders. Deze brachten hun eigen geloof mee, zodat Kopstukken nog steeds een katholieke enclave is. Het dorp met nog geen 150 inwoners heeft een eigen rooms-katholieke kerk uit 1962, de Onze-Lieve-Vrouw van Lourdeskerk van architect J.A.A. Dresmé, gewijd aan Onze Lieve Vrouwe van Lourdes.
Ook stond in het dorp de Heilig Hartschool, een rooms-katholieke basisschool die na 93 jaar op 1 augustus 2022 zijn deuren sloot.

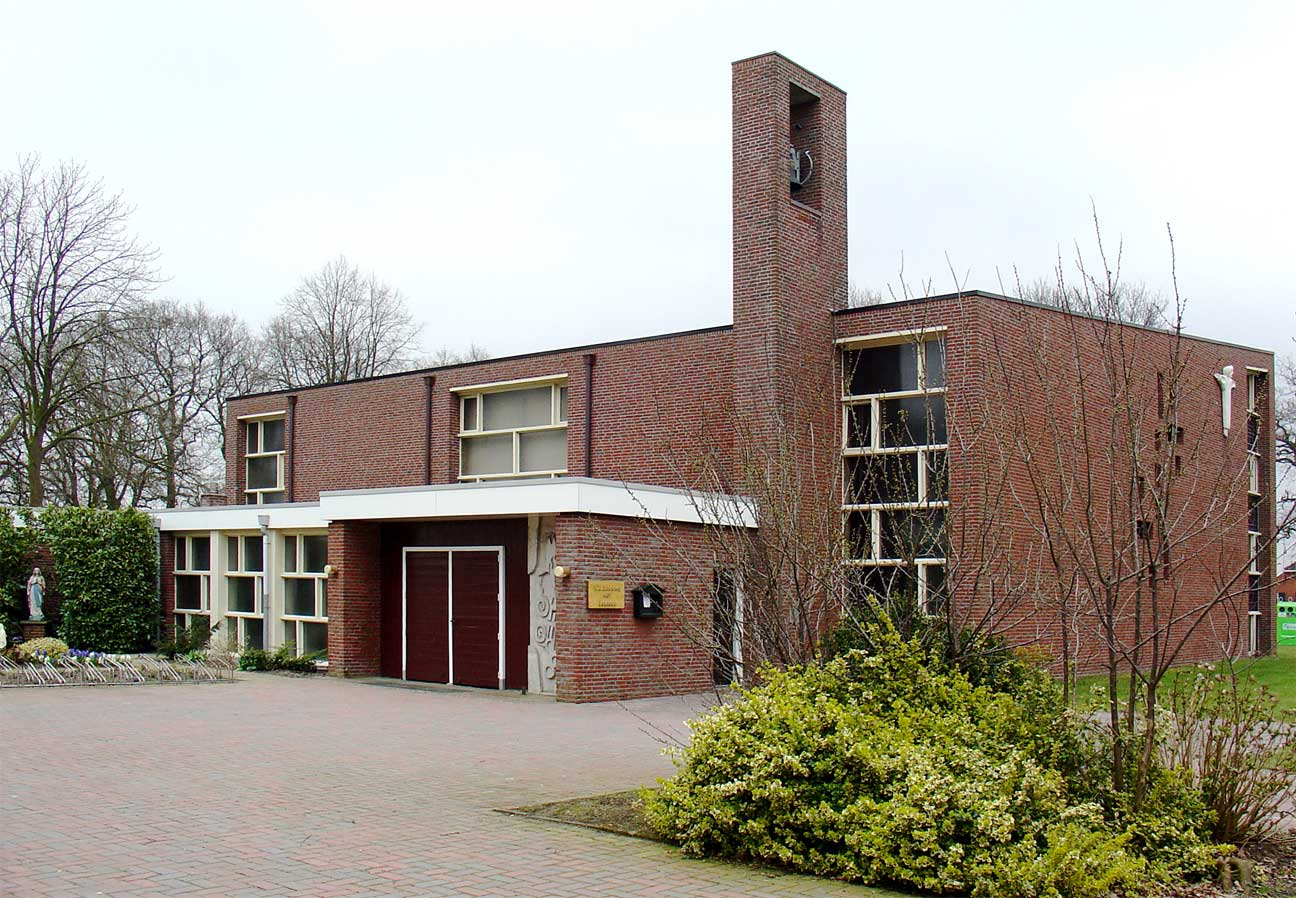
Onze Lieve Vrouwe van Lourdeskerk te Kopstukken

Dorpen:
Alteveer (deels) · Ceresdorp · Kopstukken · Mussel · Musselkanaal · Onstwedde · Smeerling · Stadskanaal

Gehuchten: Barlage · Blekslage · Braamberg · Höchte · Horsten · Sterenborg · Ter Wupping · Vledderhuizen · Vledderveen · Vosseberg

Buurtschappen: Höfte · Holte · Oomsberg · Tange · Ter Maarsch · Veenhuizen · Wessinghuizen

Kanalen: Stadskanaal · Musselkanaal · Mussel-Aa-kanaal      Bos: Dr. Hommesbos

Groningen: Steden en dorpen      Nederland: Provincies · Gemeenten